# Parameter (Mathematik)
Als Parameter (griechisch παρά para, deutsch ‚neben‘ und μέτρον metron ‚Maß‘), auch Formvariable, wird in der Mathematik eine Variable bezeichnet, die gemeinsam mit anderen Variablen auftritt, aber von anderer Qualität ist. Man spricht auch davon, dass ein Parameter „beliebig, aber fest“ ist. Er unterscheidet sich damit von einer Konstanten (im engeren Sinn) dadurch, dass der Parameter nur für einen gerade betrachteten Fall konstant ist, für den nächsten Fall aber variiert werden kann.
In der Gleichung {\displaystyle y=b\cdot x^{2}} sind sowohl {\displaystyle b} als auch {\displaystyle x} Variablen. Je nachdem, ob {\displaystyle b} oder {\displaystyle x} als Parameter betrachtet wird, wird durch {\displaystyle y=b\cdot x^{2}} dann eine Funktion der übrigen Variablen beschrieben mit jeweils unterschiedlichem Charakter:
- Hält man {\displaystyle b} fest, dann ergibt sich eine quadratische Funktion mit {\displaystyle y=f\left(x\right)=b\cdot x^{2}}, deren Graph eine Parabel mit der Öffnung {\displaystyle b} ist. Diese Öffnung {\displaystyle b} hängt von der speziellen Wahl des Parameters {\displaystyle b} ab.
- Hält man {\displaystyle x} fest, ergibt sich eine lineare Funktion mit {\displaystyle y=f\left(b\right)=x^{2}\cdot b}, deren Graph eine Gerade mit der Steigung {\displaystyle m=x^{2}} durch den Ursprung der y-b-Ebene darstellt. Die Steigung {\displaystyle m} hängt von der speziellen Wahl des Parameters {\displaystyle x} ab.

Setzt man nacheinander verschiedene Werte für einen Parameter ein, erhält man eine Kurvenschar.
Beispielsweise kann ein Parameter {\displaystyle p} den Graphen einer Funktion mit {\displaystyle y=f(x)} auf verschiedene Weise beeinflussen:
- {\displaystyle y=f\left(x\right)+p}: Eine Veränderung des Parameters {\displaystyle p} gegenüber {\displaystyle p=0} führt zu einer Verschiebung des Graphen in Richtung der y-Achse um {\displaystyle p} Einheiten.
- {\displaystyle y=f\left(x+p\right)}: Eine Veränderung des Parameters {\displaystyle p} gegenüber {\displaystyle p=0} führt zu einer Verschiebung des Graphen in Richtung der x-Achse um {\displaystyle -p} Einheiten.
- {\displaystyle y=p\cdot f(x)}: Eine Veränderung des Parameters {\displaystyle p} gegenüber {\displaystyle p=1} führt zu Streckung oder Stauchung in Richtung der y-Achse. Ist der Betrag von {\displaystyle p} kleiner 1, dann liegt eine Stauchung vor. Ist {\displaystyle p} negativ, dann wird der Graph zusätzlich an der x-Achse gespiegelt.
- {\displaystyle y=f(p\cdot x)}: Eine Veränderung des Parameters {\displaystyle p} gegenüber {\displaystyle p=1} führt zu Streckung oder Stauchung in Richtung der x-Achse. Ist der Betrag von {\displaystyle p} kleiner 1, dann liegt eine Streckung vor. Ist {\displaystyle p} negativ, dann wird der Graph zusätzlich an der y-Achse gespiegelt.

Per Konvention werden Parameter meist mit Buchstaben vom Anfang des lateinischen oder griechischen Alphabets bezeichnet ({\displaystyle a,b,c,\dotsc } oder mit Indizes {\displaystyle a_{1},a_{2},a_{3},\dotsc } oder {\displaystyle \alpha ,\beta ,\gamma ,\dotsc } etc.), Variablen hingegen mit Buchstaben vom Ende des Alphabets ({\displaystyle x,y,z;x_{1},x_{2},\dotsc ;\xi _{1},\xi _{2},\dotsc }).